# فرودگاه منطقه‌ای شهر سیدر
فرودگاه منطقه‌ای شهر سیدر (به انگلیسی: Cedar City Regional Airport) یک فرودگاه همگانی ۳۰۰۶۵ با کد یاتا CDC است . این فرودگاه در کشور ایالات متحده آمریکا قرار دارد و در ارتفاع ۱۷۱۳٫۶ متری از سطح دریا واقع شده‌است.